# Сем'яна
Сем'яна (італ. Semiana) — муніципалітет в Італії, у регіоні Ломбардія, провінція Павія.
Сем'яна розташований на відстані близько 470 км на північний захід від Рима, 55 км на південний захід від Мілана, 34 км на захід від Павії.
Населення — 232 особи (2014).

## Демографія
Населення за роками:

Станом на 1 січня 2023 року в муніципалітеті офіційно проживало 10 іноземців з 5 країн, серед них 1 громадянин країн Євросоюзу та 1 громадянин України.

## Сусідні муніципалітети
- Ломелло
- Меде
- Сартірана-Ломелліна
- Валле-Ломелліна
- Велеццо-Ломелліна